# 瀬田熊太郎
瀬田 熊太郎（せた くまたろう、1877年〈明治10年〉4月12日 - 1945年〈昭和20年〉11月6日）は、日本の政治家、実業家、商人（農具商）、精米業者、地主。

## 経歴
物品貸付業、農具商、精米業、農業などを営んだ。エステー自動車商会長、東京ガレージ常務取締役、伊豆水産、日本住宅各取締役、東京府北豊島郡上板橋村会議員、同村青年団名誉団員、同村在郷軍人分会名誉会員、同村学務委員、北豊島郡町村組合会議員、同村消防組委員などをつとめた。
1945年11月6日に死去。行年69才。東京都豊島区雑司が谷の霊園に墓がある。

## 人物
板橋町大山の質商・瀬田文次郎の弟、瀬田醻一の叔父である。住所は上板橋村字宿（現・板橋区弥生町）、上板橋一丁目。
2009年5月に板橋区弥生町で発生した板橋資産家夫婦放火殺人事件の被害者の男性は瀬田熊太郎家の出身である。